# Hermann Hahn (Bildhauer)

Hermann Hahn (um 1912)

Hermann Hahn (* 28. November 1868 in Kloster Veilsdorf; † 18. August 1945 in Pullach im Isartal) war ein deutscher Bildhauer und Medailleur.

## Lebenslauf

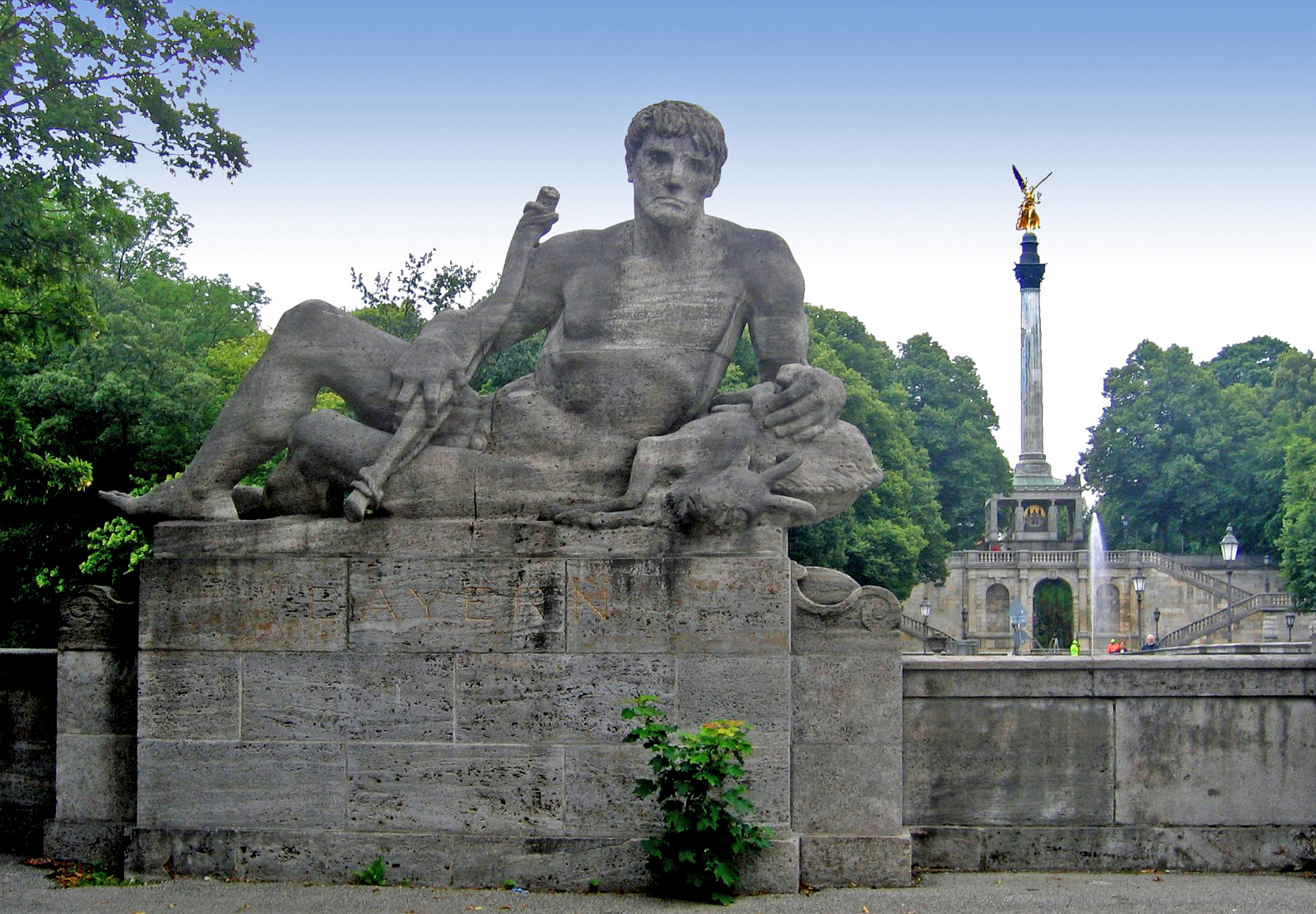
Jäger (Bayern), München (1901)

Hahns künstlerische Ausbildung begann mit Zeichenunterricht bei dem Hofmaler Rudolf Oppenheim in Rudolstadt. Danach (1887–1892) besuchte Hahn die Kunstgewerbeschule München und die Kunstakademie München, wo er Schüler bei Wilhelm von Rümann war. Es folgten Studienreisen nach England, Frankreich, Belgien, Holland und Griechenland sowie ein ausgedehnter Aufenthalt in Italien. Dort interessierte ihn vor allem die Kunst der italienischen Frührenaissance. Anschließend ließ er sich in München nieder und wurde 1902 als Professor an der Münchener Kunstakademie berufen. 1919 wurde er zum auswärtigen Mitglied der Sektion für Bildende Kunst der Preußischen Akademie der Künste ernannt. 1929 nahm Hermann Hahn an der Kunstausstellung im Münchner Glaspalast mit der Skulptur Höhenflug teil, die einen nackten Mann darstellt.
Hermann Hahn war Mitglied im Deutschen Künstlerbund. 1913 wurde er mit dem Bayerischen Maximiliansorden für Wissenschaft und Kunst ausgezeichnet. In der Zeit des Nationalsozialismus war Hahn Mitglied der Reichskammer der bildenden Künste und u. a. von 1937 bis 1939 sowie 1942 und 1943 mit insgesamt 17 Werken auf den Großen Deutschen Kunstausstellungen in München vertreten. Er stand 1944 in der Gottbegnadeten-Liste des Reichsministeriums für Volksaufklärung und Propaganda.

## Wirken

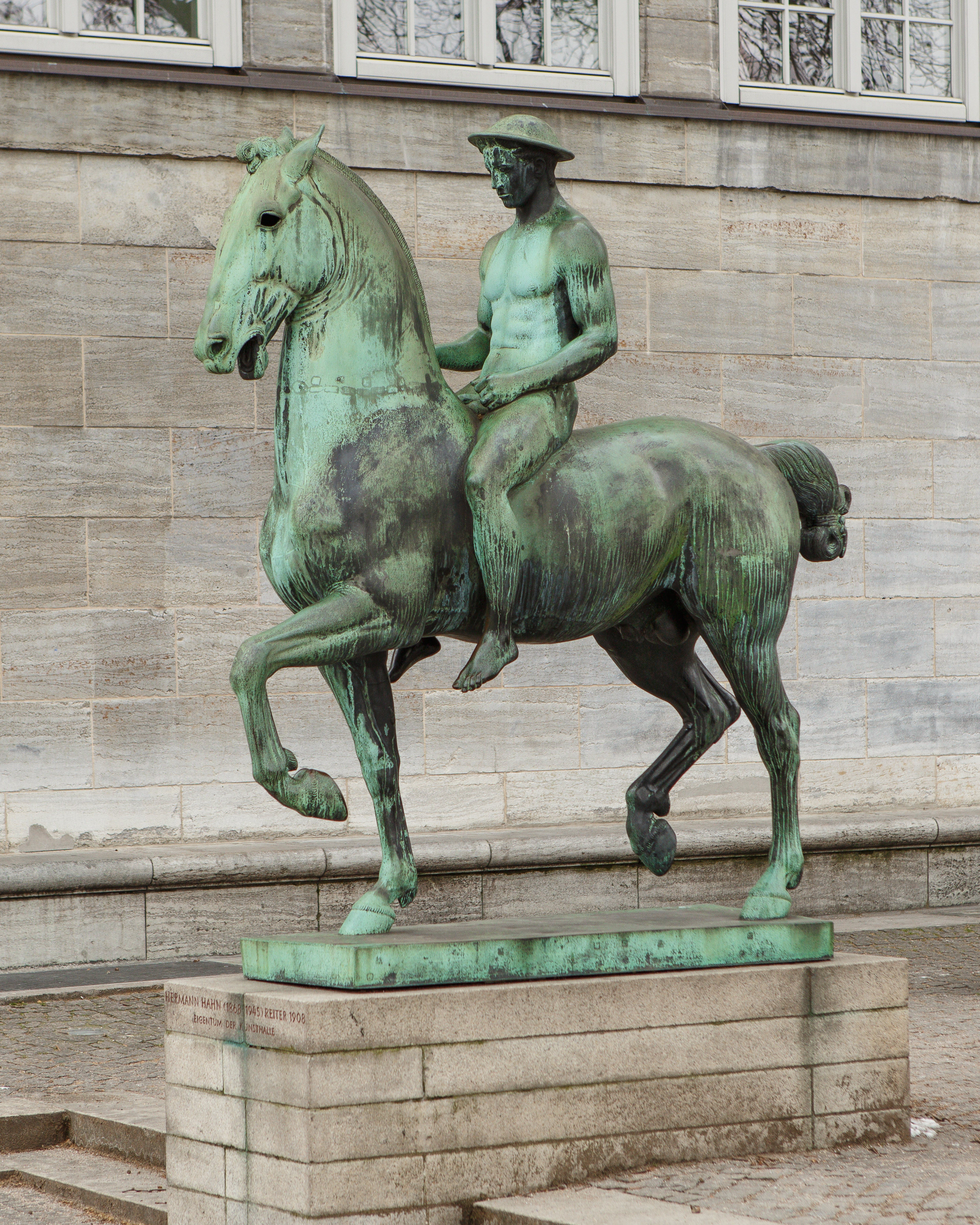
Der junge Reiter, Hamburg (1908)

Schon früh wurde Hahn für seine realistische Porträtplastik bekannt, eine Form, die ihn nie losließ. Aber auch die neuklassizistischen Werke Adolf von Hildebrands haben ihn stark beeinflusst, und Hildebrands Schrift Das Problem der Form in der bildenden Kunst (1893) hat richtungsweisende Impulse an die Bildhauerei gegeben. Hildebrands Perspektive wurde dank Hahn auf die nachfolgende Bildhauergeneration weitergegeben und prägte die Ausbildung an der Münchner Akademie nachhaltig. Zu Hahns Schülern gehörten Georg Brenninger, Alfred Glaser, Theobald Hauck, Anton Hiller, Ludwig Kasper, Fritz Koelle, Fritz Nuss, Karl Romeis, Karl Roth, Emil Manz, Toni Stadler junior und Fritz Wrampe.

## Werk
Denkmale
- Moltke-Denkmal in Chemnitz (1899)[6]
- Liszt-Denkmal in Weimar (1900)[7]
- Luther-Denkmal in Speyer (1903)
- Moltkedenkmal (Bremen) (1909)

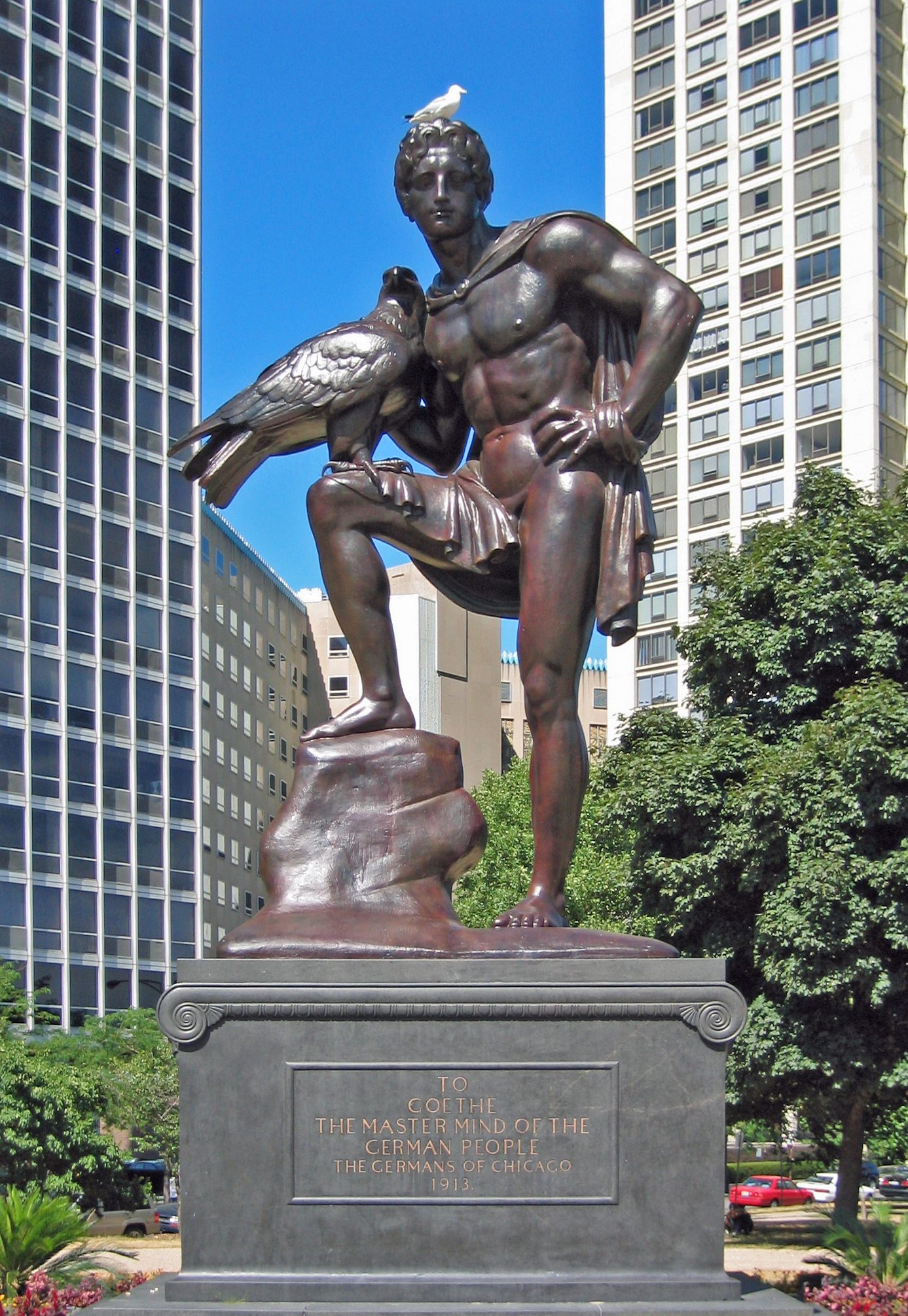
Goethe-Monument, Chicago (1913)

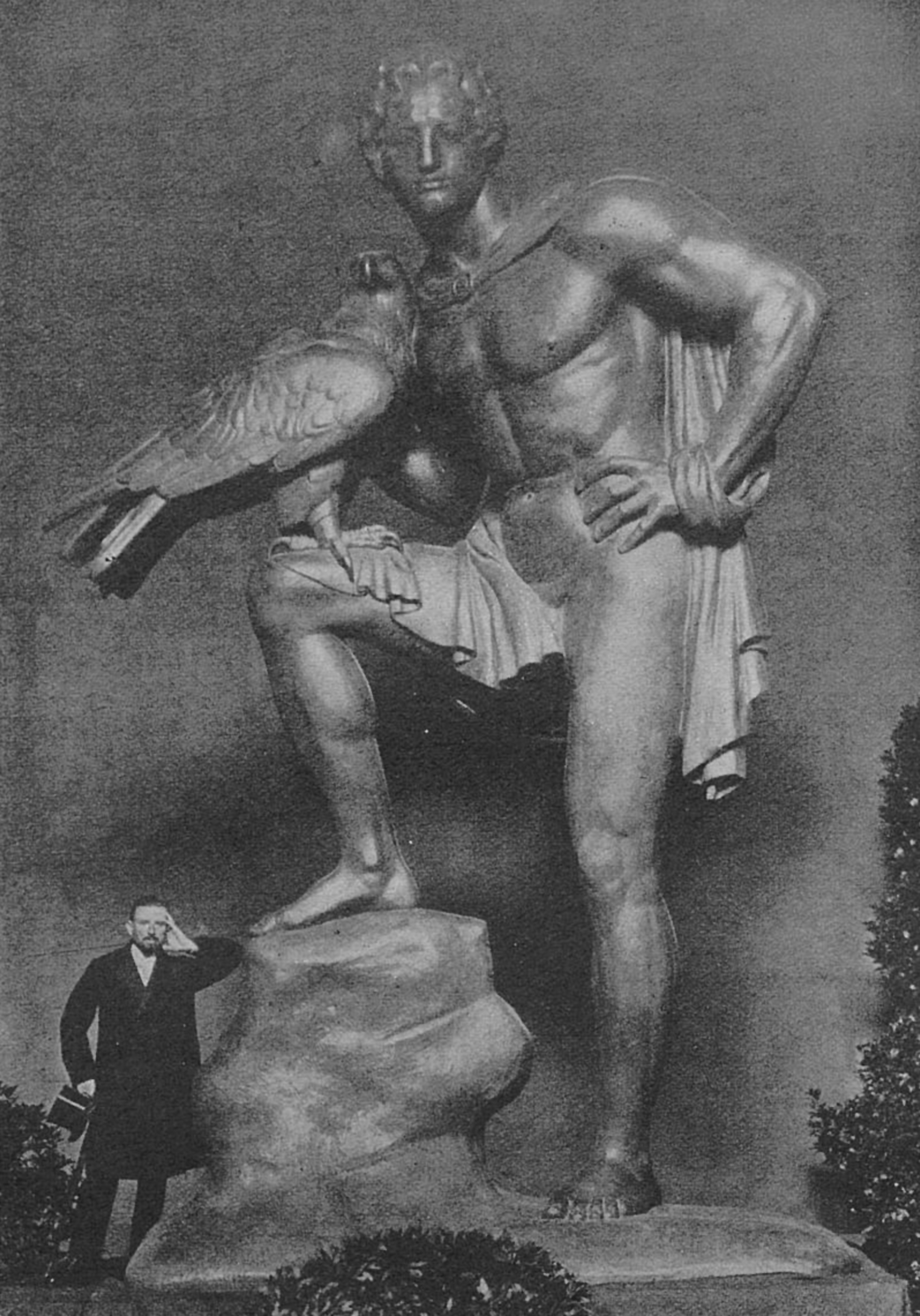
Goethes-Monument für Chicago, geschaffen im Auftrag des dortigen Schwabenvereins von Hermann Hahn (neben dem Denkmal stehend) in München (1913)

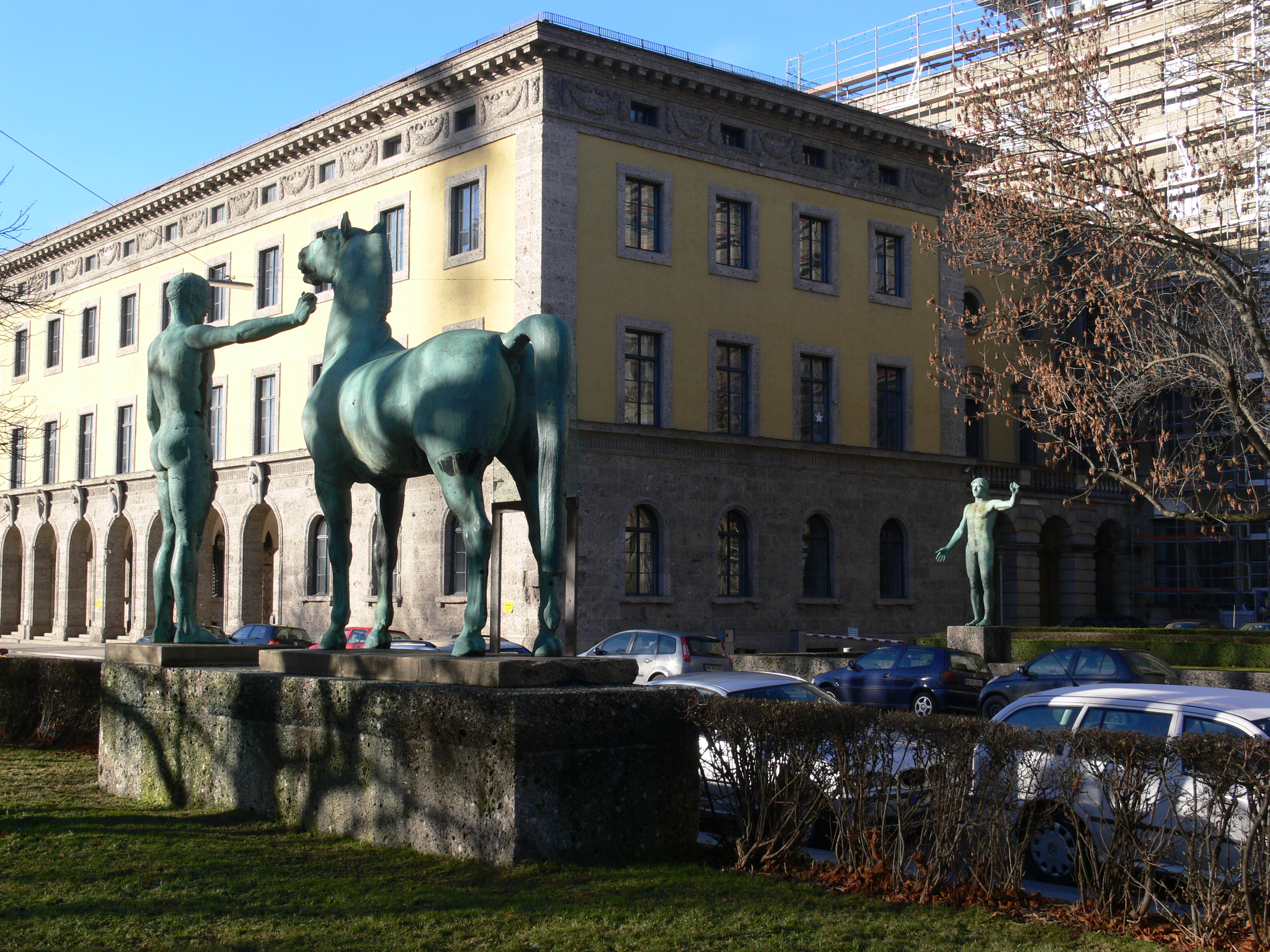
Rosselenker, München (1928)

- Goethe-Monument in Chicago (1913, nach Wettbewerb)[8]
- Goethe-Denkmal in Wiesbaden (1919)[9]
- Adolf-von-Baeyer-Denkmal in München (1922; im LMU-Institut von Richard Willstätter, Arcisstr. 1)

Büsten
- Eduard Wölfflin (1901)
- Frauenbüste, Glyptothek München (1906)
- Walther Rathenau (1909)
- Freiherr Edmund von Thermann (Gips; 1937 auf der Großen Deutschen Kunstausstellung)[10]

Weitere Werke
- Allegorische Sitzfigur Fischerei (1894) an einem Brückenkopf der Ludwigsbrücke in München (zerstört)
- Liegefigur Jäger (1901) an der Luitpoldbrücke in München als Allegorie für Altbayern
- Jungfrau auf Einhorn (1907) als Allegorie der Schönheit, im Bavariapark auf der Schwanthalerhöhe in München
- Bronzeplastik „Der junge Reiter“ (1908), vor der Hamburger Kunsthalle
- Marcus-Brunnen (Liebfrauenkirchhof) in Bremen (1909; Architektur von Heinrich Jennen)
- Grabdenkmal für Rudolf Sperling (1917) auf dem Heilbronner Hauptfriedhof
- Bronzeplastik Rosselenker (1928) in München, Arcisstraße (vor der Technischen Universität München; zusammen mit Bernhard Bleeker)
- Kruzifix aus Holz in der evangelischen Johanneskirche in München-Haidhausen
- (1914) Innenausstattung des Dörnbergmausoleums Evangelischer Zentralfriedhof (Regensburg)
- Statuette eines Offiziers (Eisen; 1942 auf der Großen Deutschen Kunstausstellung)[11]